# Jamie Gray Hyder

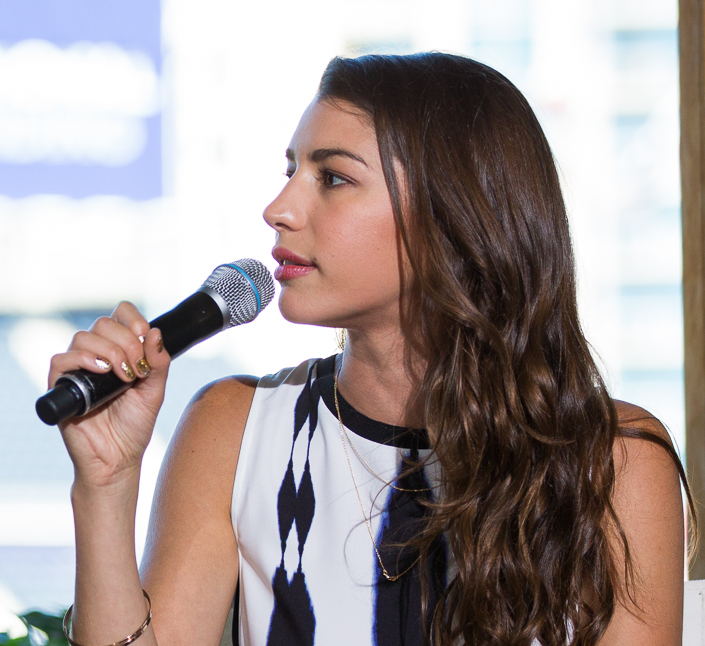
Jamie Gray Hyder (2016)

Jamie Gray Hyder (*  27. April 1985 in Washington, D.C.) ist eine US-amerikanische Schauspielerin und ein Model.

## Leben und Karriere
Jamie Gray Hyder wurde in der US-Hauptstadt Washington D.C. geboren. Sie hat libanesische Wurzeln. Sie besuchte die J. E. B. Stuart High School in Bailey’s Crossroads, Virginia, bevor sie an der University of Georgia studierte.
Sie ist seit 2010 als Schauspielerin aktiv. Zunächst war sie in einer Gastrolle in der Serie Sons of Tucson zu sehen, bevor sie eine Nebenrolle als Danielle in True Blood übernahm. Es folgten Auftritte in Navy CIS, Bones, Rizzoli & Isles, Criminal Minds, Atlanta Medical oder Chicago Med. Von 2014 bis 2015 spielte sie eine Hauptrolle in der kurzlebigen Serie Graceland.
Von 2019 bis 2021 war sie in 57 Folgen der Serie Law & Order: Special Victims Unit als Katriona Tamin zu sehen.
Neben ihrer Schauspieltätigkeit trat Hyder auch in einigen Musikvideos in den jeweiligen Hauptrollen auf, darunter A Dustland Fairytal von the Killers oder HotnFun von N.E.R.D. Auch in Videospielen lieh sie bereits Figuren ihre Stimme. So etwa als Echo in Killzone Shadow Fall oder 2016 als Lt. Nora Salter in Call of Duty: Infinite Warfare, dort zusätzlich als Bewegungsmodell. In Need for Speed Heat, das 2019 veröffentlicht wurde, lieh sie der spielbaren weiblichen Figur die Stimme.

## Filmografie (Auswahl)
Schauspiel
- 2010: Sons of Tucson (Fernsehserie, Episode 1x04)
- 2012–2013: True Blood (Fernsehserie, 11 Episoden)
- 2014–2015: Graceland (Fernsehserie, 12 Episoden)
- 2016: Navy CIS (NCIS, Fernsehserie, Episode 13x12)
- 2016: Bones – Die Knochenjägerin (Bones, Fernsehserie, Episode 11x18)
- 2016: Rizzoli & Isles (Fernsehserie, Episode 7x09)
- 2017: Sandy Wexler
- 2017: Voltron: Legendärer Verteidiger (Voltron: Legendary Defender, Fernsehserie, 2 Episoden)
- 2017: Marvel’s Inhumans (Fernsehserie, 3 Episoden)
- 2017: Criminal Minds (Fernsehserie, Episode 13x03)
- 2017–2018: Voltron: Legendärer Verteidiger (Voltron: Legendary Defender, Fernsehserie, 14 Episoden, Stimme)
- 2018: Atlanta Medical (The Resident, Fernsehserie, Episode 1x05)
- 2018: Chicago Med (Fernsehserie, Episode 3x10)
- 2018: Nightmare Cinema
- 2018: The Last Ship (Fernsehserie, 3 Episoden)
- 2019: Better Days
- 2019–2021: Law & Order: Special Victims Unit (Fernsehserie)
- 2021: Latina Christmas Ballerina (Sugar Plum Twist, Fernsehfilm)
- 2022: Grüne Laterne – Hüte dich vor meiner Macht (Green Lantern: Beware My Power, Stimme)

Videospiele
- 2013: Killzone: Shadow Fall
- 2016: Call of Duty: Infinite Warfare (auch Bewegungsmodell)
- 2019: Need for Speed Heat